# Tripos

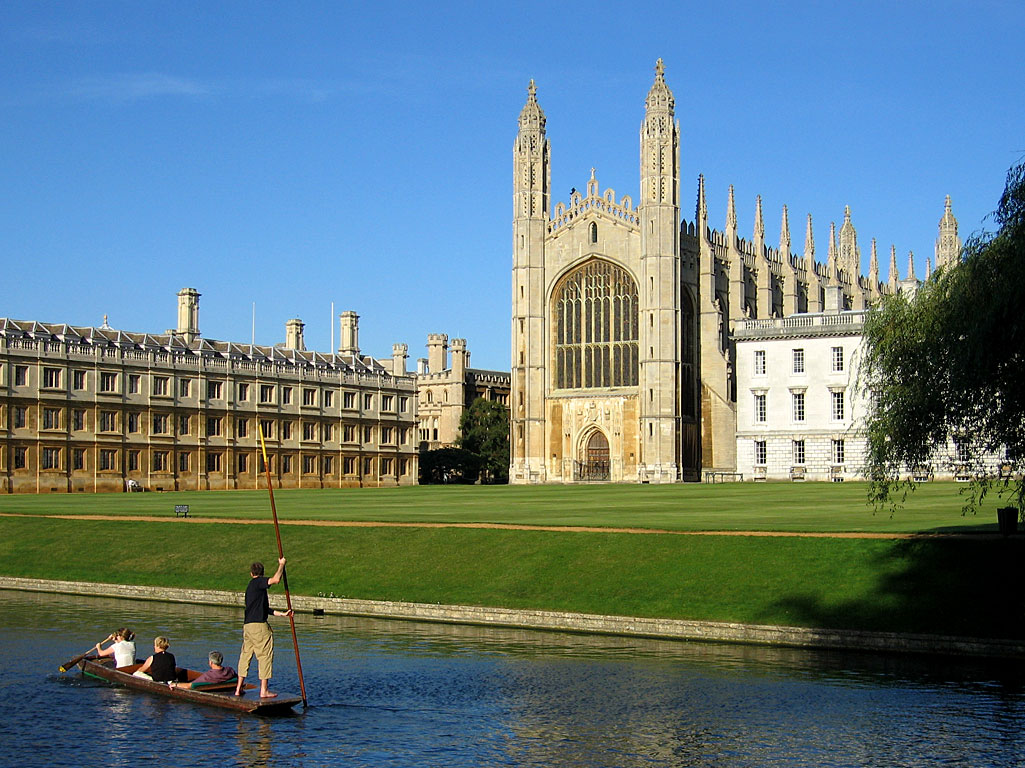
Vue des King's et Clare College de l'université de Cambridge.

À l'université de Cambridge, le terme Tripos (au pluriel : Triposes) désigne à la fois l'ensemble des examens qui permettent à un étudiant d'obtenir son bachelor (équivalent britannique de la licence) et l'ensemble de cours suivis par ce même étudiant. Par exemple, un étudiant en mathématiques suivra ainsi le Tripos de mathématiques tandis qu'un étudiant en littérature anglaise suivra l'English Tripos.

## Liste desTripos
Une liste détaillée est disponible sur le site de l'université.
- Anglo-Saxon, Norse and Celtic Tripos
- Archaeology Tripos
- Architecture Tripos
- Asian Studies et Middle Eastern Studies
- Chemical Engineering Tripos
- Classical Tripos
- Computer Science Tripos
- Economics Tripos
- Education Tripos
- Engineering Tripos
- English Tripos
- Geographical Tripos
- Historical Tripos
- History and Philosophy of Science Tripos
- History of Art Tripos
- Human Social and Political Sciences Tripos
- Land Economy Tripos
- Law Tripos
- Linguistics Tripos
- Management Studies Tripos
- Manufacturing Engineering Tripos
- Mathematical Tripos
- Medical Sciences Tripos
- Modern and Medieval Languages Tripos
- Music Tripos
- Natural Sciences Tripos
- Philosophy Tripos
- Psychological and Behavioural Sciences Tripos
- Theological and Religious Studies Tripos
- Veterinary Sciences Tripos